# 斎藤てい
斎藤 てい（さいとう てい、1907年2月8日 - 1991年1月23日）は、日本の政治家。衆議院議員（1期）。

## 来歴
和歌山県出身。女子実業補修学校から大阪八千代保険専修学校卒。弁護士の斎藤元秀と結婚、主婦業に専念した。戦時中は東京都滝野川区で国防婦人会の役員をしていた。1946年の第22回衆議院議員総選挙で和歌山県から日本進歩党公認で立候補して当選し、同党婦人部副部長を務めた。翌1947年の総選挙では和歌山1区から民主党公認で立候補して落選した。その後は再び選挙に立候補することはなかった。晩年は東京に移り杉並区で「霊波健康法」を夫とともに行っていた。1991年死去。